# Croix-Caluyau

Croix-Caluyau este o comună în departamentul Nord, Franța. În 1 ianuarie 2022 avea o populație de 237 de locuitori.